# Kanton Six-Fours-les-Plages
Six-Fours-les-Plages is een voormalig kanton van het Franse departement Var. Kanton Six-Fours-les-Plages maakte deel uit van het arrondissement Toulon en telde 32.742 inwoners (1999). Het werd opgeheven bij decreet van 27 februari 2014, met uitwerking op 22 maart 2015 en opgenomen in het nieuwe kanton La Seyne-sur-Mer-2.

## Gemeenten
Het kanton Six-Fours-les-Plages omvatte enkel de gemeente Six-Fours-les-Plages.